# Phytomyza spondylii
Phytomyza spondylii är en tvåvingeart som beskrevs av Robineau-desvoidy 1851. Phytomyza spondylii ingår i släktet Phytomyza och familjen minerarflugor. Inga underarter finns listade i Catalogue of Life.